# Sport Club Corinthians Paulista 2012

## Stagione

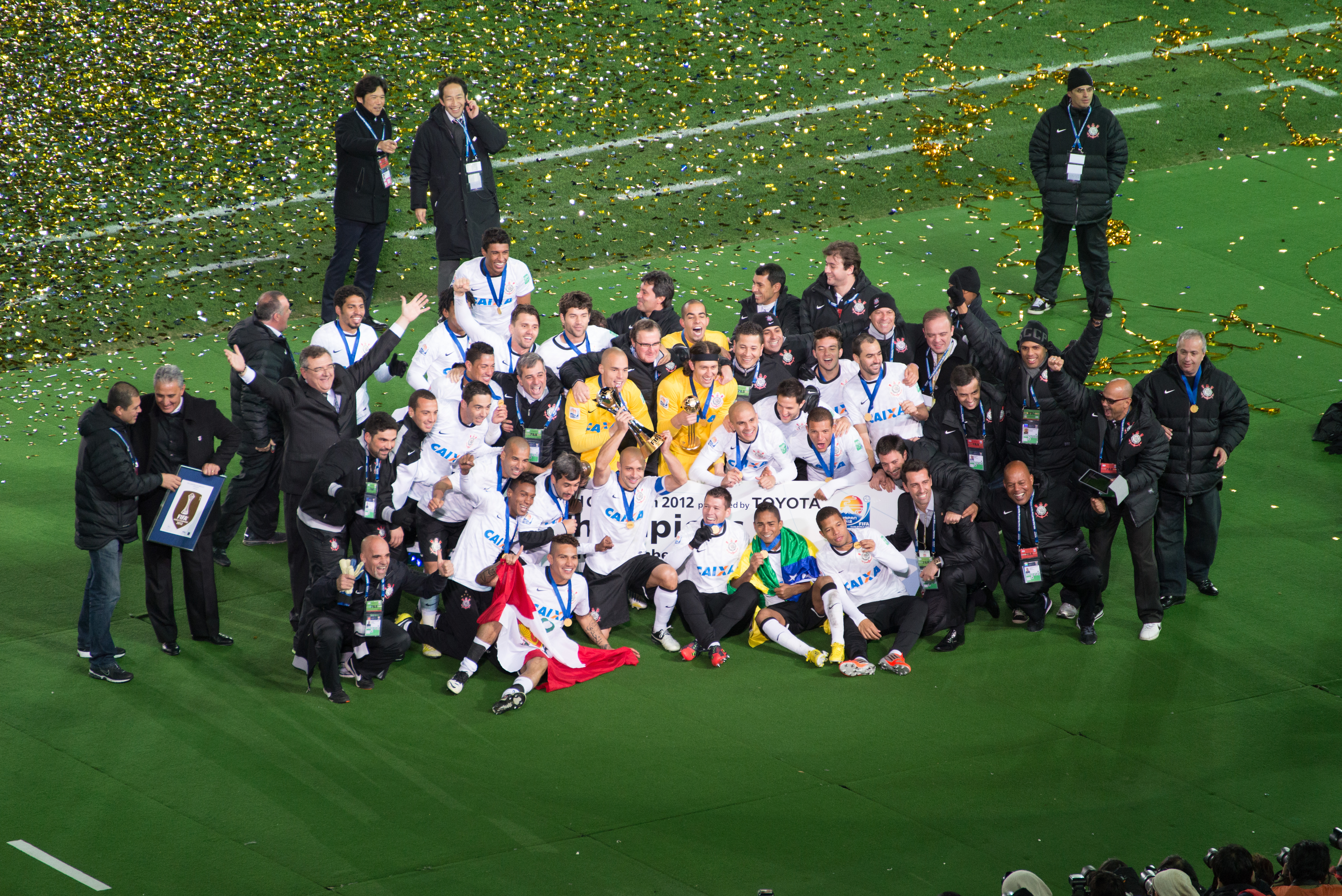
La festa dei giocatori bianconeri per la vittoria nella Coppa del mondo per club FIFA 2012.

Nel 2012 il Corinthians vince per la prima volta nella sua storia la Coppa Libertadores, superando il Boca Juniors nella doppia finale grazie al pareggio per 1-1 a Buenos Aires e alla vittoria per 2-0 (doppietta di Emerson Sheik) a San Paolo.
In dicembre il club partecipa per la seconda volta al Mondiale per club, dopo la vittoria nell'edizione inaugurale del 2000. Dopo aver superato in semifinale gli egiziani dell'Al-Ahly (1-0), il Corinthians riesce a battere in finale i campioni d'Europa del Chelsea (1-0 con rete decisiva di Paolo Guerrero) e si laurea campione del mondo per la seconda volta nella sua storia.

## Maglie e sponsor
Le forniture tecniche per la stagione 2012 sono della Nike.
| 1ª divisa | 2ª divisa | 1ª portiere |  |

## Rosa

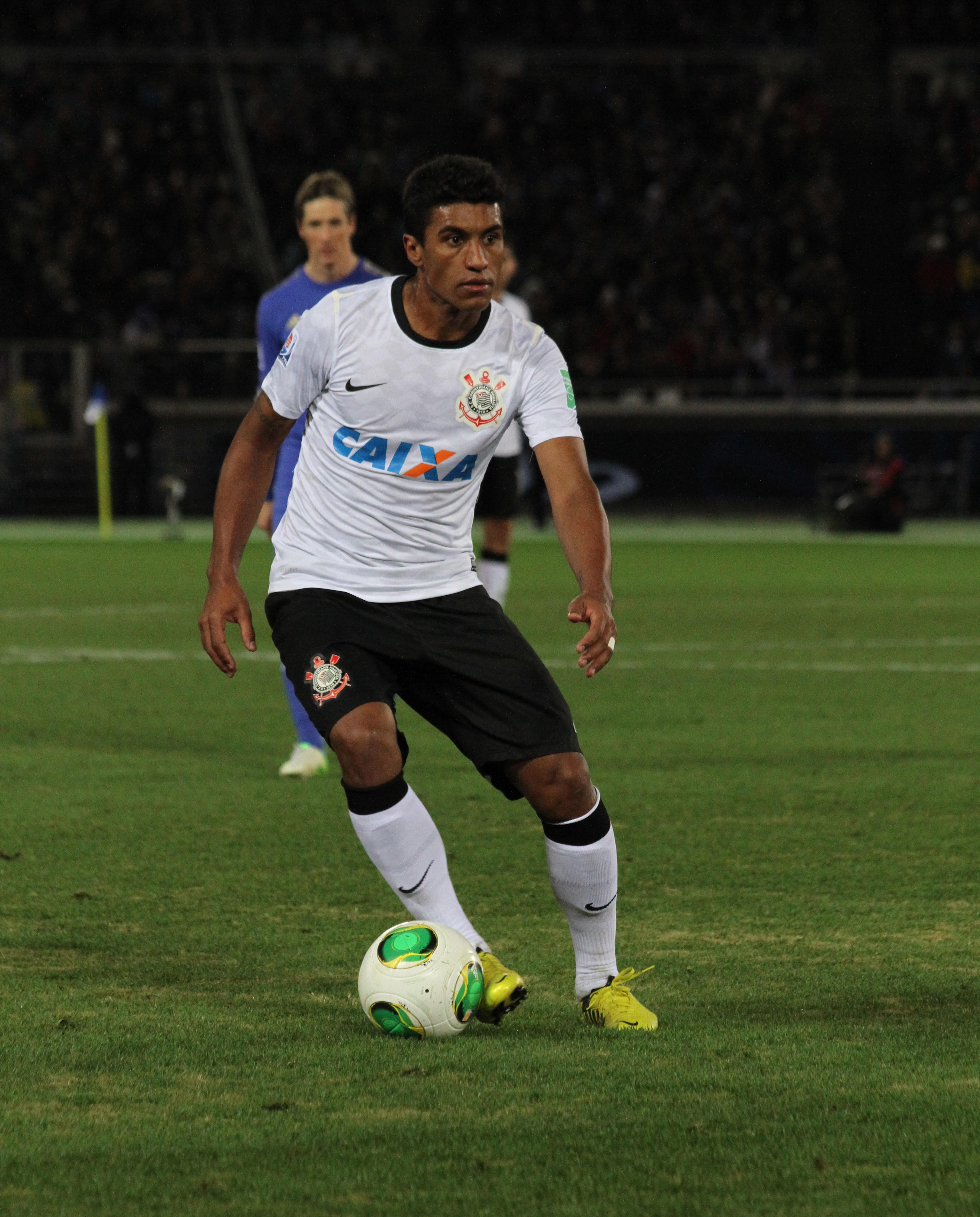
Paulinho, miglior marcatore stagionale del club.

| N. |                      | Ruolo | Calciatore           |
| -- | -------------------- | ----- | -------------------- |
| 1  | Brasile (bandiera)   | P     | Júlio César          |
| 2  | Brasile (bandiera)   | D     | Alessandro           |
| 15 | Brasile (bandiera)   | D     | Marquinhos           |
| 3  | Brasile (bandiera)   | D     | Chicão               |
| 5  | Brasile (bandiera)   | C     | Ralf                 |
| 6  | Brasile (bandiera)   | D     | Fábio Santos         |
| 7  | Argentina (bandiera) | A     | Juan Manuel Martínez |
| 8  | Brasile (bandiera)   | C     | Paulinho             |
| 9  | Perù (bandiera)      | A     | Paolo Guerrero       |
| 10 | Brasile (bandiera)   | C     | Douglas              |
| 11 | Qatar (bandiera)     | A     | Emerson              |
| 12 | Brasile (bandiera)   | P     | Cássio               |
| 13 | Brasile (bandiera)   | D     | Paulo André          |
| -  | Brasile (bandiera)   | A     | Adriano              |
| 14 | Perù (bandiera)      | C     | Luis Ramírez         |
| 16 | Brasile (bandiera)   | D     | Denner               |
| 17 | Brasile (bandiera)   | C     | Willian Arão         |

| N.  |                    | Ruolo | Calciatore        |
| --- | ------------------ | ----- | ----------------- |
| 18  | Brasile (bandiera) | D     | Welder            |
| 19  | Brasile (bandiera) | C     | Chiquinho         |
| 20  | Brasile (bandiera) | C     | Danilo            |
| 21  | Brasile (bandiera) | C     | Edenílson         |
| 22  | Brasile (bandiera) | P     | Danilo Fernandes  |
| 23  | Brasile (bandiera) | A     | Jorge Henrique    |
| 26  | Brasile (bandiera) | D     | Guilherme Andrade |
| 28  | Brasile (bandiera) | D     | Felipe            |
| 29  | Brasile (bandiera) | A     | Giovanni          |
| 31  | Brasile (bandiera) | A     | Romarinho         |
| 32  | Brasile (bandiera) | D     | Antonio Carlos    |
| 34  | Brasile (bandiera) | C     | Adilson           |
| 35  | Brasile (bandiera) | C     | Guilherme         |
| 200 | Cina (bandiera)    | A     | Chen Zhizhao      |
|     | Brasile (bandiera) | D     | Ânderson Polga    |

## Risultati

### Coppa Libertadores

#### Finale
| Arbitro: | Osses |

|               |           |               |
| Roncaglia 72’ | Marcatori | 84’ Romarinho |

| Arbitro: | Roldán |

|                  |           |  |
| Emerson 53’, 72’ | Marcatori |  |

### Coppa del mondo per club FIFA

#### Semifinale
| Arbitro: | Rodríguez |

|  |           |              |
|  | Marcatori | 30’ Guerrero |

#### Finale
| Arbitro: | Çakır |

|              |           |  |
| Guerrero 69’ | Marcatori |  |